# Piedrancha
Piedrancha är en ort i Colombia.   Den ligger i departementet Nariño, i den sydvästra delen av landet, 600 km sydväst om huvudstaden Bogotá. Piedrancha ligger 2 197 meter över havet och antalet invånare är 1 788.
Terrängen runt Piedrancha är bergig åt nordost, men åt sydväst är den kuperad. Runt Piedrancha är det ganska tätbefolkat, med 86 invånare per kvadratkilometer. Närmaste större samhälle är Ricaurte, 13,4 km väster om Piedrancha. I omgivningarna runt Piedrancha växer i huvudsak städsegrön lövskog.